# Česká 39 (České Budějovice)
Měšťanský dům Česká 39 (čp. 27) je v České ulici v městské památkové rezervaci v Českých Budějovicích. Je chráněnou kulturní památkou vedenou pod rejstříkovým číslem ÚSKP 31089/3-5390.

## Historie domu
První písemná zpráva o domu je z roku 1534, kdy českobudějovický primátor Martin Lapačka († 1557), „měštěnín a téhož města správce“, koupil dům od Václava Probošta ze Zhoře, „za jejich Mti osvícené a vysoce urozené kněžny a paní Anny, z Boží Mti kněžny minstrberské a hrabinky kladské etc., vysoce urozené Anny Rožmberské z Hradce etc.“ za 240 kop. Zřejmě to bylo takto napsáno proto, že tehdejší městský písař bakalář Jan Petřík z Benešova (* 1499 Benešov; † 1559 České Budějovice), který přeložil některé spisy Erasma Rotterdamského a Sebastiána Francka, předtím působil jako vychovatel Jáchyma (1526–1565) a Zachariáše (1527–1589) z Hradce.
Roku 1788 udělilo město Johannu Josefu Diesbachovi povolení ke zřízení tiskárny v České ulici, a to na blíže neurčeném místě. Od roku 1792 byl majitelem této tiskárny Johann Franz Zdarssa, který v roce 1799 koupil dům Česká čp. 27/39 od řezníka Martina Wagnera za 1000 zlatých. Nejznámější ze tří synů Johanna Franze Zdarssy je Felix Zdarssa  (1807–1861), knihkupec a biskupský knihtiskař. Po otcově smrti a smrti staršího bratra podnik převzal. V rodinné firmě pracoval jako knihkupec, faktor, sazeč i tiskař, pak jako redaktor a vydavatel listu Budweiser Wochenblatt. Byl pochován na staroměstském hřbitově. 
V roce 1834 je v souvislosti s požárem zaznamenáno jméno dalšího vlastníka domu, byl jím tesařský mistr Anton Zusche.
Začátkem 30. let 20. století byly vpravo od tohoto domu zbourány dva goticko–renesanční domy s podloubím, aby zde mohla být postavena vinárna „U Höflingerů“, později vinárna „Split“.
Poznámka:
Dům měl původně čp. 25/41. K přečíslování domu došlo na základě vyhlášky Městského národního výboru České Budějovice ze dne 22. 6. 1978.

## Popis domu
Měšťanský dům Česká 39 je patrový, řadový, původně gotický dům, přestavěný byl v rané renesanci a upravený byl významněji v klasicismu. Fasáda byla upravena v pozdním 19. století. V průčelí v přízemí jsou dvě segmentové arkády loubí. Podloubí je zaklenuté křížovými klenbami. Hlavní objekt si zachoval hmotové i dispoziční řešení, členění a architektonický výraz fasády. Hodnotné jsou: klenuté podloubí, klenuté prostory v přízemí – vstupní hala (mázhaus), chodba na dvůr, obchod a klenutý sklep. Dispozice objektu zůstala v podstatě zachována. Dnešní podoba domu souvisí s jeho přestavbou po požáru v roce 1450 (tehdy bylo zřejmě vybudováno klenuté podloubí). Dále pak dnešní podoba domu souvisí s přestavbou po požáru, který dům postihl dne 16. listopadu 1834. Tehdy byla střecha domu pokryta taškovou krytinou. Ohořelými zbytky staré střechy byly zasypány zaniklé sklepy ve dvoře. Vstupní halu od podloubí dělí vrata. Vstupní vrata se „sluníčkovým motivem“ jsou pozdně klasicistní s původním kováním a zámkem. Křížové klenby podloubí mají zčásti zalomená čela, levý oblouk podloubí směrem k sousedovi je též lomený. Dlažba podloubí je kamenná. Dvůr za domem je zatravněn. Gotický sklep, do kterého je vchod za mázhauzem, má klenutý strop, který je podepřen zděným, částečně kamenným sloupem.

## Galerie

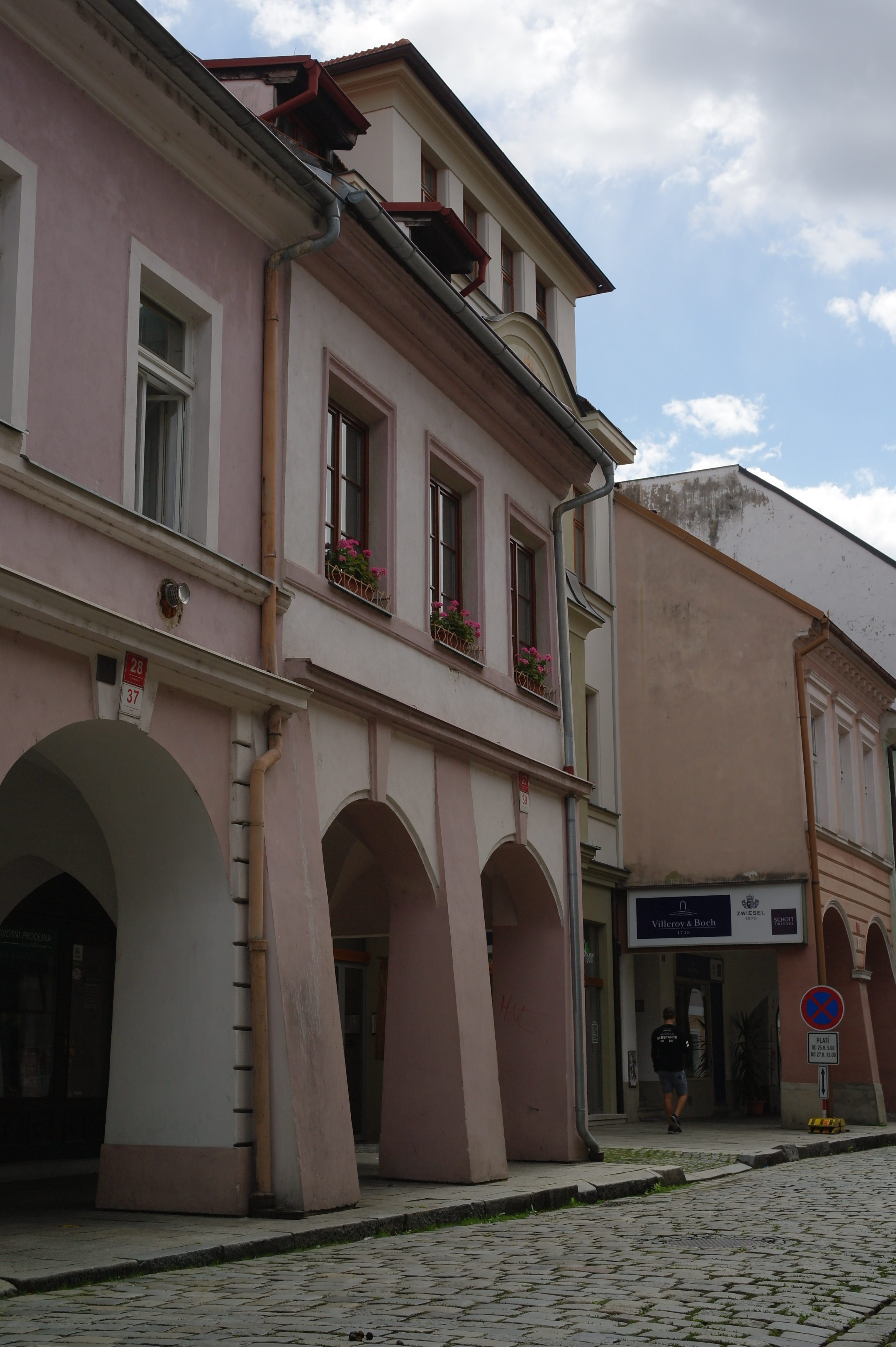
Pohled od severu
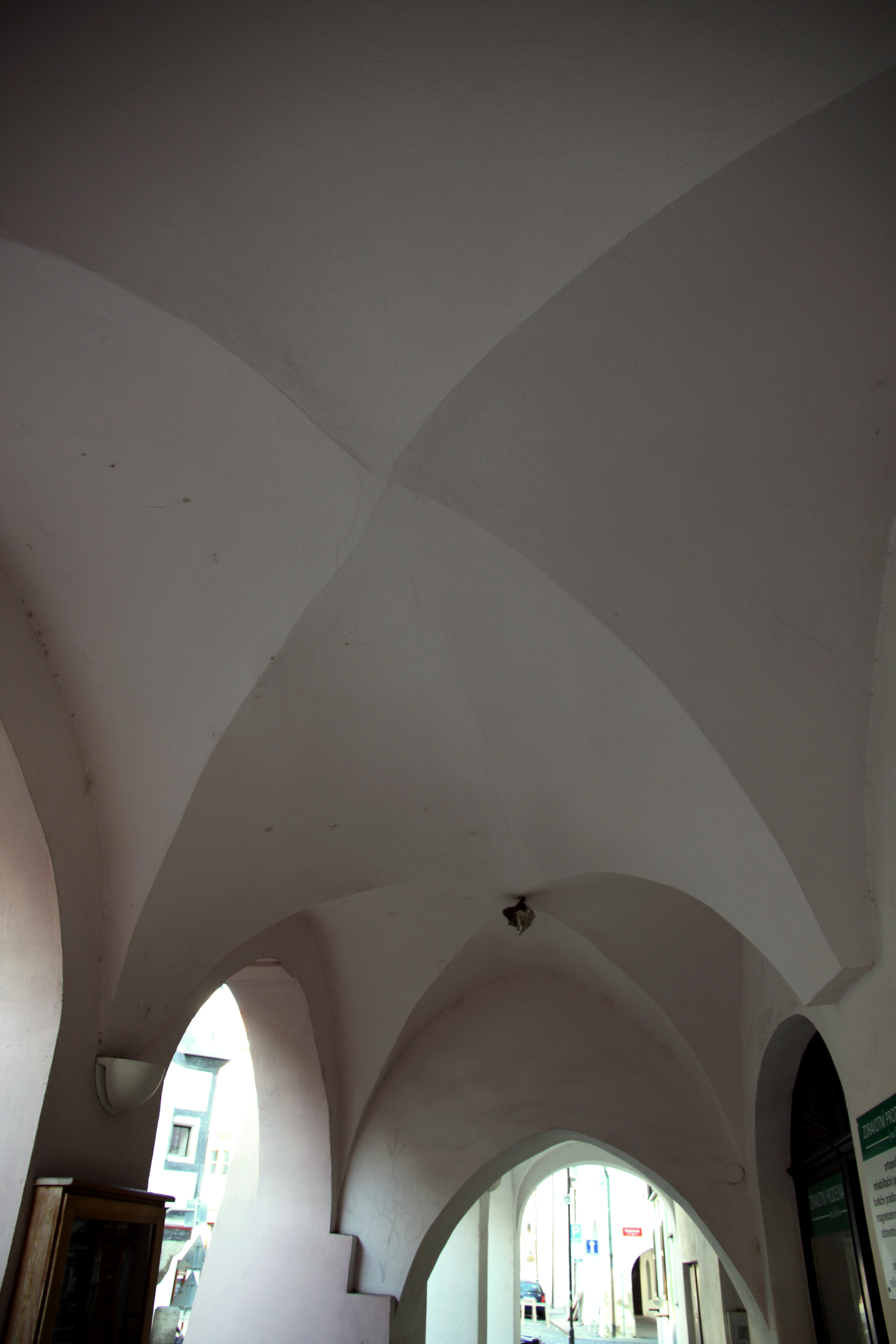
Klenba podloubí
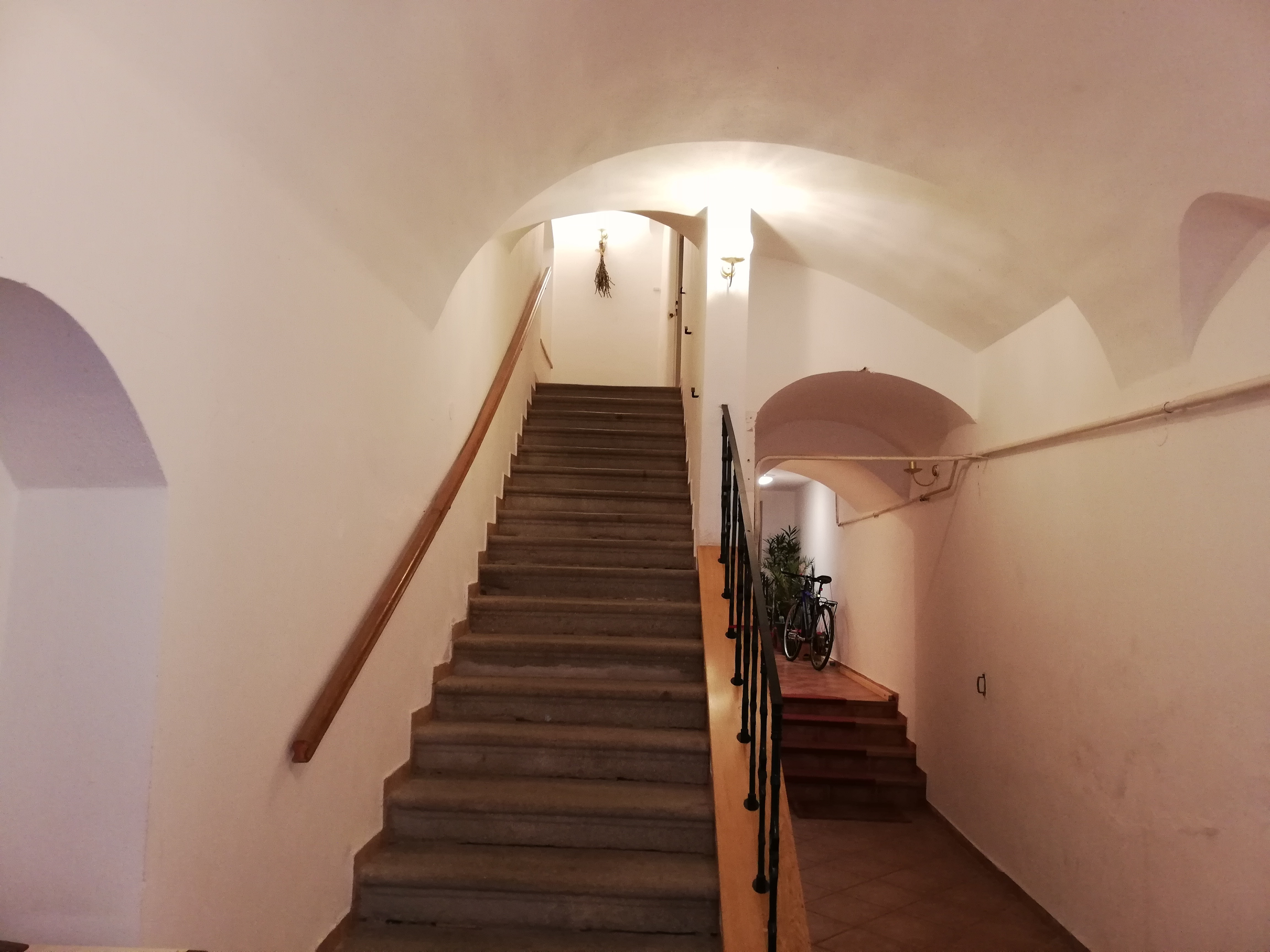
Vstupní hala